# Mike Pompeo
Michael Richard (Mike) Pompeo (Orange, 30 december 1963) is een Amerikaans politicus van de Republikeinse Partij. Hij was minister van Buitenlandse Zaken in het kabinet-Trump I van 2018 tot 2021. Eerder was hij lid van het Huis van Afgevaardigden van 2011 tot 2017 en directeur van de Central Intelligence Agency (CIA) van 2017 tot 2018.

## Achtergrond
Pompeo is lid van de Tea Party. Hij was lid van het Huis van Afgevaardigden namens het 4e congresdistrict van Kansas van 2011 tot 2017.

## Politieke opvattingen
Pompeo is kritisch over de Russische invloedssfeer in Oekraïne en ziet het land als een bedreiging voor Europa. Pompeo is een evangelische christen en vindt dat het menselijk leven beschermwaardig is vanaf de conceptie. Derhalve is hij tegen het legaliseren van abortus provocatus tenzij hiermee het leven van de zwangere vrouw gered kan worden. Hij vindt ook dat het huwelijk moet voorbehouden zijn aan man en vrouw en is derhalve tegen het homohuwelijk.
Pompeo was ook bijzonder kritisch over de houding van Hillary Clinton bij de aanval op het Amerikaanse consulaat in Benghazi.

## Minister van Buitenlandse Zaken

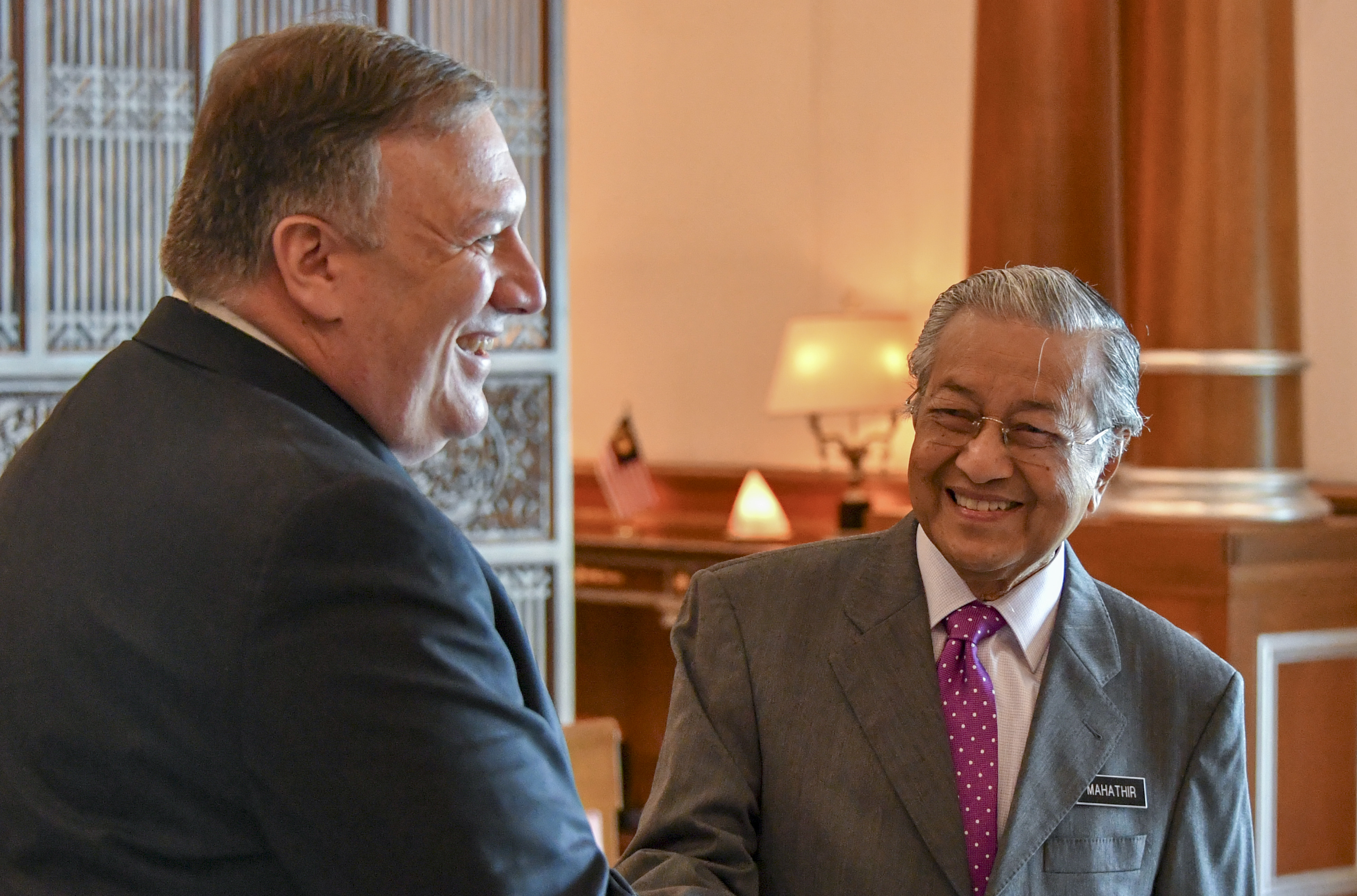
Mike Pompeo en de premier van Maleisië Mahathir Mohammed (3 augustus 2018)

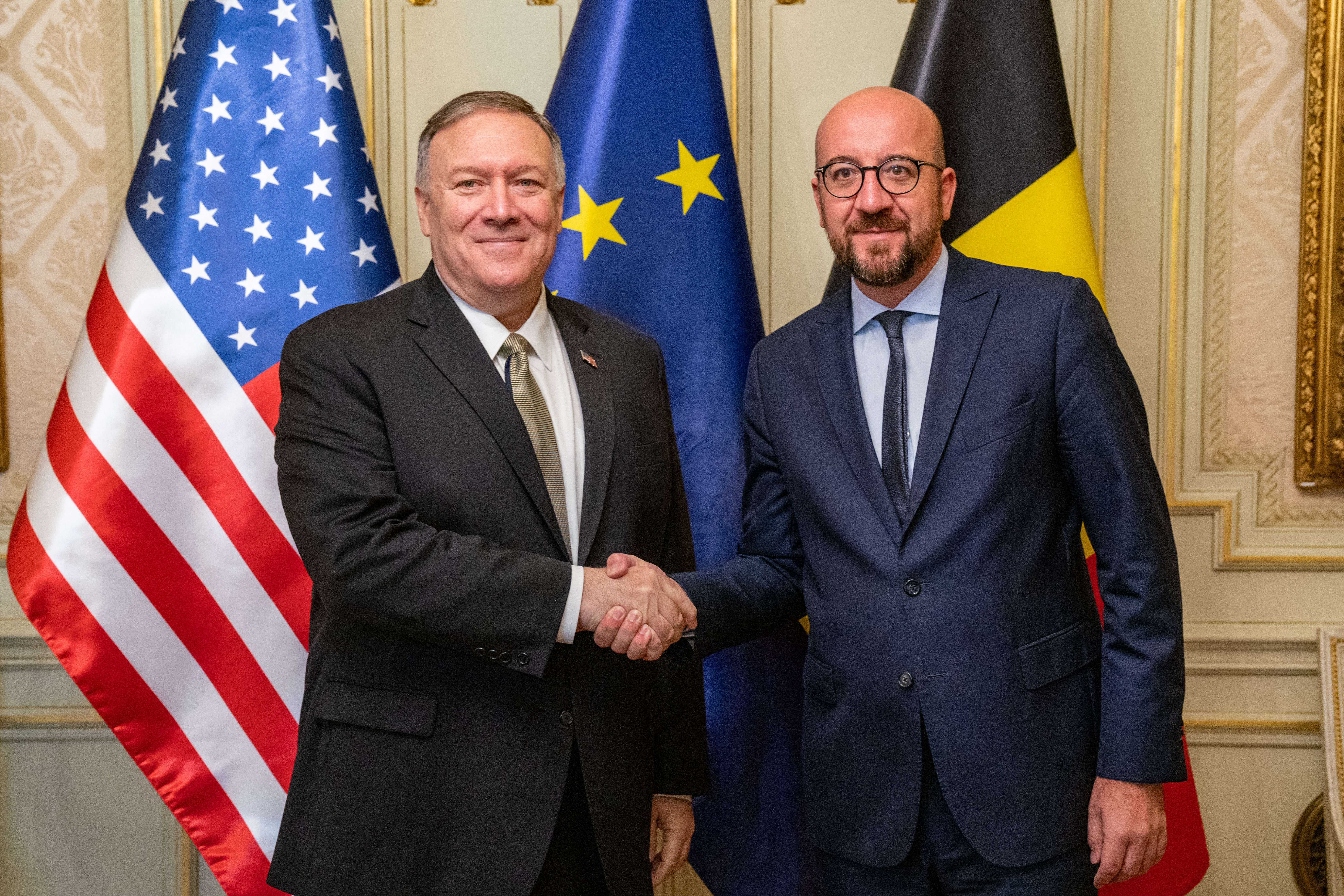
Mike Pompeo en de Belgische eerste minister en verkozen voorzitter van de Europese Raad Charles Michel. Brussel, 3 september 2019.

Op 13 maart 2018 werd hij door Trump voorgedragen als de nieuwe minister van Buitenlandse Zaken als opvolger van Rex Tillerson.
Op 23 april 2018 besloot de Senaatscommissie voor Buitenlandse Zaken met 11 tegen 9 stemmen om de voordracht van Pompeo met gunstig advies door te sturen aan de Senaat. De gunstige uitslag voor Pompeo hing aan een zijden draad, maar haalde het dankzij de bovenpartijdige opstelling van de Democratische senator Chris Coons, die de absentie van de Republikein Johnny Isakson tijdens de stemming neutraliseerde.
Op 26 april 2018 stemde de Senaat met 57-42 stemmen in met de benoeming van Mike Pompeo tot minister van Buitenlandse Zaken.
Op 18 april deed het Witte Huis de verrassende bekendmaking dat CIA-directeur en genomineerd minister van BuZa Pompeo Noord-Korea had bezocht en de leider Kim Jong-un had gesproken om de topontmoeting tussen Kim en president Donald Trump in het voorjaar van 2018 voor te bereiden.
Medio april 2019 maakte het Noord-Koreaanse staatspersagentschap KCNA bekend dat de Noord-Koreaanse leiding wil dat Pompeo zich terugtrekt uit de onderhandelingen over kernwapens tussen de VS en Noord-Korea. Zij wil iemand "die voorzichtiger en volwassener in zijn communicatie is" dan hij.
Eind mei 2019 liet hij zich uit over het langverwachte, maar nog steeds niet openbaar gemaakte vredesplan van Trump voor de Israëliërs en de Palestijnen (de zg. "Deal of the Century"). Het opstellen ervan had langer geduurd dan hij gedacht had. "Het is erg gedetailleerd en je zou kunnen zeggen dat het onuitvoerbaar is". En hij kon zich voorstellen dat "mensen denken dat dit een akkoord is waar alleen de Israëli's blij mee kunnen zijn". Hij vroeg alle partijen desondanks er goed naar te kijken.
Op 13 juni beschuldigde hij Iran van "onuitgelokte aanvallen" die dag op twee olietankers in de Golf van Oman. Hij zou daarover een uitspraak van de VN-Veiligheidsraad vragen en riep Iran op terug te keren naar de onderhandelingstafel. Iran verwierp de beschuldigingen en wierp tegen dat het de Verenigde Staten waren die weggelopen waren van de gesloten nucleaire deal.
In navolging van Duitsland merkte op 19 november 2020 Pompeo de BDS-beweging op als antisemitisch tijdens een persconferentie in Jeruzalem. Daar kondigde hij ook een bezoek aan naar de Golanhoogten dat in 2019 de Verenigde Staten erkenden als Israëlisch grondgebied.
Hij wordt beschreven als een van de "haviken" ten opzichte van Iran en Venezuela.

## Persoonlijk
Mike Pompeo huwde Leslie Libert in 1986. Het huwelijk eindigde in een scheiding en hij hertrouwde later met Susan Pompeo. Zij hebben één zoon, Nicholas.
- Gemeinsame Normdatei: 1147681392
- International Standard Name Identifier: 0000 0004 9856 1219
- Library of Congress Control Number: no2017127145
- Nationale Bibliotheek van Israël: 987008916177905171
- Biographical Directory of the United States Congress: P000602
- Virtual International Authority File: 6425150749018716420002
- WorldCat: E39PBJqKfF8tRrVvk4mT6rt7pP

Souers ·
Vandenberg ·
Hillenkoetter ·
Bedell Smith ·
Dulles ·
McCone ·
Raborn ·
Helms ·
Schlesinger ·
Walters ·
Colby ·
Bush ·
Knoche ·
Turner ·
Casey ·
Gates ·
Webster ·
Kerr ·
Gates ·
Studeman ·
Woolsey ·
Studeman ·
Deutch ·
Tenet ·
McLaughlin ·
Goss ·
Hayden ·
Panetta ·
Morell ·
Petraeus ·
Morell ·
Brennan ·
Park ·
Pompeo ·
Haspel ·
Cohen ·
Burns ·
Sylvester ·
Ratcliffe ·
Jefferson ·
Randolph ·
Pickering ·
Marshall ·
Madison ·
Smith ·
Monroe ·
Adams ·
Clay ·
Van Buren ·
Livingston ·
McLane ·
Forsyth ·
Webster ·
Upshur ·
Calhoun ·
Buchanan ·
Clayton ·
Webster ·
Everett ·
Marcy ·
Cass ·
Black ·
Seward ·
Washburne ·
Fish ·
Evarts ·
Blaine ·
Frelinghuysen ·
Bayard ·
Blaine ·
Foster ·
Gresham ·
Olney ·
Sherman ·
Day ·
Hay ·
Root ·
Bacon ·
Knox ·
Bryan ·
Lansing ·
Colby ·
Hughes ·
Kellogg ·
Stimson ·
Hull ·
Stettinius ·
Byrnes ·
Marshall ·
Acheson ·
Dulles ·
Herter ·
Rusk ·
Rogers ·
Kissinger ·
Vance ·
Muskie ·
Haig ·
Shultz ·
Baker ·
Eagleburger ·
Christopher ·
Albright ·
Powell ·
Rice ·
Clinton ·
Kerry ·
Tillerson ·
Pompeo ·
Blinken